# Liste des éparques et archéparques de Pittsburgh
Liste des archéparques de Pittsburgh (de rite ruthène)
(Pittsburgensis ritus byzantini)
L'exarchat apostolique des États-Unis d'Amérique, fidèle du rite oriental (ruthène) est créé le 8 mai 1924.
Il est érigé en éparchie et change de dénomination le 6 juillet 1963 pour devenir l'éparchie de Pittsburgh (de rite ruthène).
Celle-ci est érigée en archéparchie et change de dénomination le 21 février 1969 pour devenir l'archéparchie de Munhall (de rite ruthène).
Enfin, cette dernière change de dénomination le 11 mars 1977 pour devenir l'achéparchie de Pittsburgh (de rite ruthène).

## Sont exarques apostoliques
- 20 mai 1924-† 13 mai 1948 : Basil Ier Takach (ou Basil Takacs), exarque apostolique des États-Unis d'Amérique, fidèle du rite oriental (ruthène).
- 13 mai 1948-2 décembre 1954 : Daniel Ivancho, exarque apostolique des États-Unis d'Amérique, fidèle du rite oriental (ruthène).
- 5 février 1955-6 juillet 1963 : Nicholas Elko (Nicholas Thomas Elko), exarque apostolique des États-Unis d'Amérique, fidèle du rite oriental (ruthène).

## Puis sont éparques
- 6 juillet 1963-22 décembre 1967 : Nicholas Elko (Nicholas Thomas Elko), promu éparque de Pittsburgh.
- 22 décembre 1967-21 février 1969 : Stephen Kocisko (Stephen John Kocisko)

## Enfin sont archéparques
- 21 février 1969-12 juin 1991 : Stephen Kocisko (Stephen John Kocisko), promu archéparque de Munhall, puis archéparque de Pittsburgh (11 mars 1977).
- 16 mai 1991-† 13 avril 1993 : Thomas Dolinay (Thomas Victor Dolinay)
- 13 avril 1993-9 novembre 1994 : siège vacant
- 9 novembre 1994-† 24 avril 2001 : Judson Procyk (Judson Michaël Procyk)
- 24 avril 2001-3 mai 2002 : siège vacant
- 3 mai 2002-† 10 juin 2010 : Basil II Schott (Basil Myron Schott)
- 10 juin 2010-19 janvier 2012 : siège vacant
- depuis le 19 janvier 2012 : William Skurla

## Sources
- L'Annuaire Pontifical, sur le site http://www.catholic-hierarchy.org, à la page